# Le Mangeur de citrouilles
Pour plus de détails, voir Fiche technique et Distribution.
Le Mangeur de citrouilles (The Pumpkin Eater) est un film britannique de Jack Clayton, sorti en 1964.

## Synopsis
Jo a cinq enfants. Cette jeune femme, dont c’est le second mariage, rencontre un jour l’écrivain Jake Armitage duquel elle s’éprend amoureusement. Elle quitte alors son mari pour épouser Jake, alors que sa carrière prend son envol. Deux enfants naîtront de ce troisième mariage et Jo s’installera bon an mal an dans la maternité. À sa huitième grossesse, son mari se révolte et la force à l’avortement. En pleine dépression nerveuse, Jo consent à se faire stériliser, pensant ainsi sauver son mariage. Mais un jour, un ami de Jake, Bob Conway, lui révèle une vérité bouleversante: son mari la trompe et sa maîtresse, qui n’est autre que la femme de Bob, est enceinte.

## Fiche technique
- Titre : Le Mangeur de citrouilles
- Titre original : The Pumpkin Eater
- Réalisation : Jack Clayton
- Scénario : Harold Pinter, d'après le roman de Penelope Mortimer
- Production : James Woolf et James H. Ware, pour Romulus Films
- Photographie : Oswald Morris
- Musique : Georges Delerue
- Montage : Jim Clark
- Costumes : Sophie Devine (créditée Motley)
- Décors : Edward Marshall
- Pays de production : Royaume-Uni
- Langues : anglais
- Format : Noir et Blanc - Mono
- Genre : Drame
- Durée : 118 minutes
- Dates de sortie :
  - France : 9 mai 1964  (Festival de Cannes)
  - Royaume-Uni : juin 1964
  - États-Unis : 9 novembre 1964

## Distribution
- Anne Bancroft : Jo Armitage
- Peter Finch : Jake Armitage
- James Mason : Bob Conway
- Janine Gray : Beth Conway
- Cedric Hardwicke : Mr James, le père de Jo
- Rosalind Atkinson : Mrs. James, la mère de Jo
- Alan Webb : Mr Armitage, le père de Jake
- Richard Johnson : Giles
- Maggie Smith : Philpot
- Eric Porter : le psychiatre
- Yootha Joyce : la femme chez le coiffeur
- Faith Kent : Nanny

## Récompenses
Prix reçus
Prix de la BAFTA de la meilleure photographie 1965 pour Oswald Morris ;
Prix de la BAFTA des meilleurs costumes britanniques – film Noir et blanc 1965 des meilleurs costumes dans un film britannique noir et blanc : Sophie Devine (créditée Motley) ;
Prix de la BAFTA 1965 du meilleur scénario britannique : Harold Pinter ;
Prix de la BAFTA de la meilleure actrice étrangère 1965 : Anne Bancroft ;
Festival de Cannes 1964, Prix d'interprétation féminine : Anne Bancroft (ex aequo avec Barbara Barrie) ;
Golden Globes 1965 : Golden Globe de la meilleure actrice dans un film dramatique : Anne Bancroft.
Nominations
Nommée aux Oscars 1965 pour l'Oscar de la meilleure actrice, Anne Bancroft ;
Nommé pour le prix de la BAFTA de la meilleure direction artistique pour un film britannique en noir et blanc, Edward Marshall ;
Nommé pour le prix de la BAFTA du meilleur film britannique ;
Nommé pour le prix de la BAFTA 1965 du meilleur film ;
En compétition officielle au Festival de Cannes 1964 pour la Palme d'or, Jack Clayton.
Nommée pour le Prix Laurel 1965 de la meilleure actrice dans un rôle dramatique, Anne Bancroft (4e place.